# 福住朗
福住 朗（ふくずみ あきら）は、日本の音楽ディレクター。中山美穂を見い出したことで知られる（中山美穂の初代ディレクター）。

## 経歴
埼玉県立熊谷高等学校を経て明治大学卒業。大学を卒業後キングレコードに入社する。
福住は35歳だったときに、当時中学生だった中山美穂の歌声を聞き、反対する先輩もいるなかその先輩らを必死のプレゼンで説得し採用した。テレビドラマ「誰かが彼女を愛してる」の主題歌である世界中の誰よりきっとの作曲にも関わった。その後キングレコードの関連会社であるベルウッドレコードで専務取締役を務める。江利チエミの最後のディレクターも務めた。
2025年4月22日、「中山美穂お別れ会」で弔辞を務めた。福住が中山美穂に会ったのは2024年4月末に広島県三原市でのコンサートが最後となった。福住が中山美穂の楽曲で一番好きな曲は「You're My Only Shinin' Star」である。

## 過去の担当
- 江利チエミ[12]
- 布施明[12]
- 三原じゅん子[12]
- 中山美穂[12]

## 人物
ベルウッドレコードを66歳で退職したあとは、主に弥生時代後期～古墳時代前期の3世紀あたりの出来事を研究している。

## 出演
テレビ
- あいつ今何してる？（2023年3月15日、テレビ朝日）[13] 中山美穂の回